# Antoni Michalski (Galicja)
Antoni Michalski – poseł do Sejmu Krajowego Galicji III kadencji (1870–1876), właściciel gruntów z Umieszcza.
Wybrany w IV kurii obwodu Rzeszów, z okręgu wyborczego nr 54 Jasło-Brzostek-Frysztak.